# Bugier mrozowy

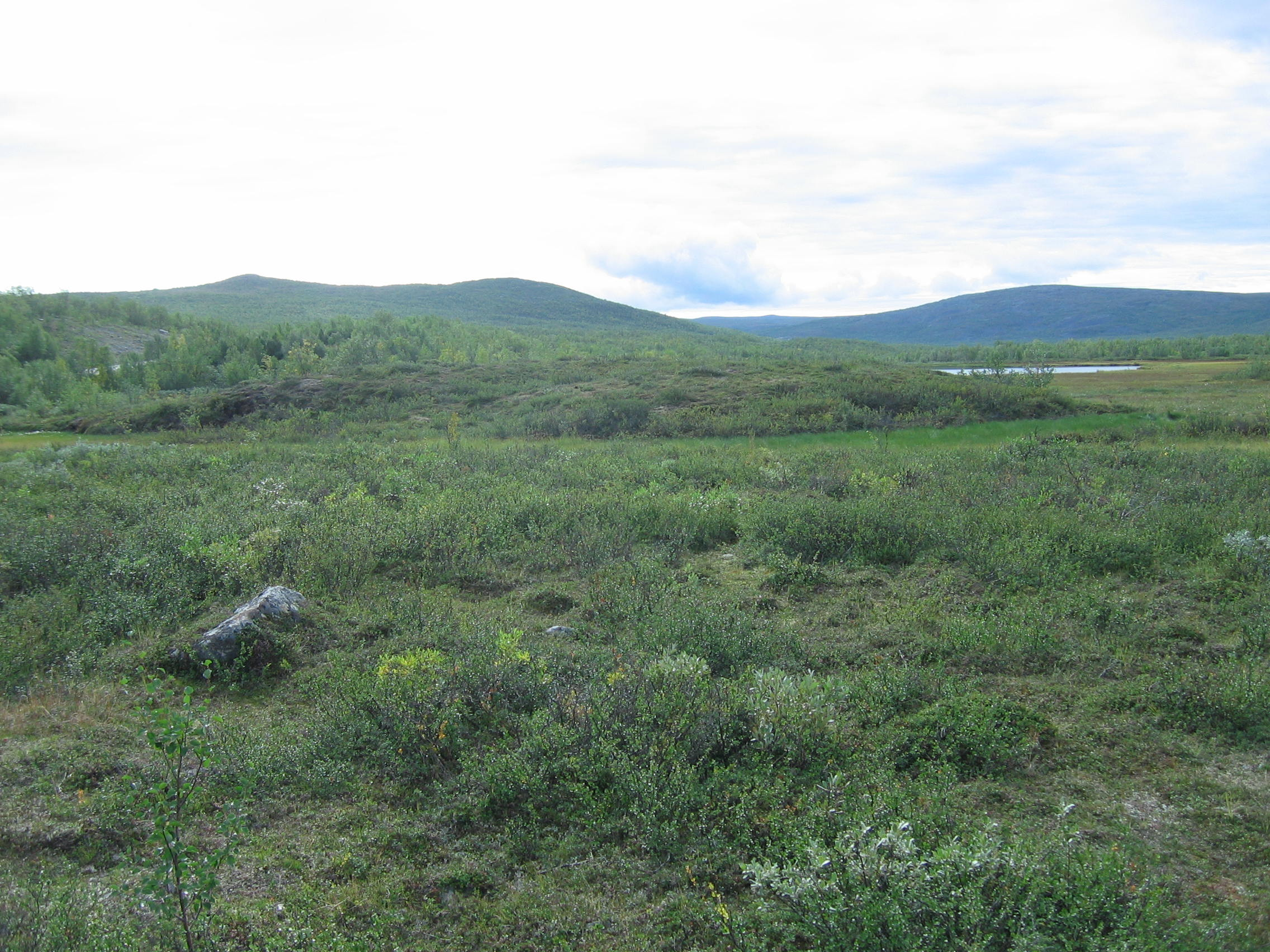
Torfowisko palsa w Enontekiö (Finlandia)

Bugier mrozowy, bugor, palsa, torfowisko palsa – rodzaj niewielkiego, kopulastego pagóra mrozowego, występującego na obszarach tundrowych. Wysokość sięga 2–10 metrów. Zbudowany jest z jądra mineralnego (mułowego), mineralno-lodowego lub lodowego, powstającego w wyniku zamarzania gruntu zimą i zasysania wody z niezamarzniętej warstwy gruntu oraz z pokrywy torfowej, izolującej jądro, co umożliwia długotrwałe, nieprzerwane istnienie bugra z soczewkami lodowymi również na terenach poza strefą zalegania wieloletniej zmarzliny.
W obniżeniach między bugrami występuje wełnianka wąskolistna (Eriophorum angustifolium) i turzyce (Carex rariflora, C. rotundata), czasem przy odpowiednim uwodnieniu z bobrkiem trójlistkowym (Menyanthes trifoliata) i siedmiopalecznikiem błotnym (Comarum palustre). Samo wzniesienie porośnięte jest kolejnymi pasami roślinności – w dole dominuje brzoza karłowata (Betula nana), wyżej malina moroszka (Rubus chamaemorus), mchy i porosty. Szczyty bywają podsuszone i zasiedlane są przez trawy – trzcinnik prosty (Calamagrostis stricta) i Calamagrostis lapponica.